# Labourdin

Dialectes du basque.

Le labourdin (en basque : lapurtera) est un dialecte basque parlé dans la partie occidentale (vallées de la Bidassoa et de la Nivelle) du Labourd et la partie nord de la Navarre.
Il est présent dans 16 communes labourdines au nord (Sare, Saint-Pée-sur-Nivelle, Ahetze, Ainhoa, Saint-Jean-de-Luz, Bidart, Guéthary, Ascain, Biriatou, Ciboure, Hendaye, Urrugne, Arcangues, Bassussarry et Arbonne) et dans 13 villages navarrais au sud (Urdazubi, Alkerdi, Amaiur, Arizkun, Arraioz, Azpilkueta, Elizondo, Erratzu, Gartzain, Irurita, Lekaroz, Almandoz, Aniz, Berroeta et Ziga).
Le labourdin avec le navarrais et le guipuscoan ont été choisis pour créer la morphologie du basque unifié ou euskara batua selon l'Académie de la langue basque ou Euskaltzaindia.

## Classification
D'après les travaux réalisés sur la morphologie du verbe auxiliaire par le prince Louis-Lucien Bonaparte au milieu du XIXe siècle et actualisés en 1999 par l'Euskaltzaindia, le dialecte labourdin se divise en trois sous-dialectes, cinq variétés et 13 sous-variétés :
- sous-dialecte propre
  - variété de Sare
    - sous-variété propre
    - sous-variété de Saint-Pée-sur-Nivelle
    - sous-variété d'Ahetze
    - sous-variété de Zugarramurdi
    - sous-variété d'Urdazubi

  - variété d'Ainhoa
  - variété de Saint-Jean-de-Luz
    - sous-variété propre
    - sous-variété septentrionale
    - sous-variété méridionale
- sous-dialecte hybride
  - variété d'Arcangues
    - sous-variété propre
    - sous-variété d'Arbonne
- sous-dialecte du Baztan
  - variété d'Elizondo
    - sous-variété propre
    - sous-variété du Baztan méridional
    - sous-variété du Baztan nord-occidental